# Warreopsis
Warreopsis is een geslacht van orchideeën uit de onderfamilie Epidendroideae, afgescheiden van het geslacht Zygopetalum.
Het zijn grote terrestrische planten van tropische montane regenwouden uit Midden- en Zuid-Amerika.

## Naamgeving en etymologie
De botanische naam Warreopsis is een samenstelling van de naam van het zustergeslacht Warrea en Oudgrieks ὄψις (opsis), 'uiterlijk', naar de sterke gelijkenis tussen beide geslachten.

## Kenmerken
Warreopsis-soorten zijn terrestrische, zelden epifytische planten, met een monopodiale groeiwijze, dikke stengels die tot pseudobulben uitgroeien, lijnlancetvormige, gekielde en spitse bladeren, en een okselstandige, tot 1 m lange rechtopstaande bloemstengel met een aar met talrijke bloemen.

## Soorten
Het geslacht omvat vier soorten.
- Warreopsis colorata (Linden & Rchb.f.) Garay (1973)
- Warreopsis pardina (Rchb.f.) Garay (1973)
- Warreopsis parviflora (L.O.Williams) Garay (1973)
- Warreopsis purpurea P.Ortiz (1994)